# 额尔登
额尔登（1899年9月1日—1966年），达斡尔族，汉名金耀洲，黑龙江省齐齐哈尔梅里斯人。中国政治人物、教育家。

## 生平
额尔登青年时代受新文化运动影响，立志兴民族、办教育。1923年，他从黑龙江省第一师范学校毕业后，回到故乡齐齐哈尔郊区梅里斯办了一所小学。1928年，额尔登在齐齐哈尔西大桥附近创办私立齐齐哈尔东北蒙旗师范学校。该校由杜尔伯特旗、郭尔罗斯旗、依克明安旗、扎赉特旗出资兴办。
江桥抗战失败后，日军1932年占领扎兰屯。1932年6月27日，雅鲁县撤销，在其原行政区域内设布特哈左翼旗、布特哈右翼旗，布特哈左翼旗驻扎兰屯，首任旗长索宝；布特哈右翼旗驻博克图，首任旗长额尔登。1933年1月27日，兴安东分省临时办事处自齐齐哈尔迁至扎兰屯，在扎兰屯建立兴安东分省公署（位于今扎兰屯师范学校内）。1933年5月10日，兴安东分省公署将布特哈左翼旗、布特哈右翼旗合并为布特哈旗，设布特哈旗公署，驻扎兰屯（公署位于今实验小学院内），布特哈旗首任旗长为额尔登，任至1942年12月，后来先后有志达图、苍吉扎布继任。
1946年3月27日纳文慕仁人民代表会议在扎兰屯召开，会议决定成立纳文慕仁省政府。5月3日，纳文慕仁省政府成立，额尔登任省长，省公署仍设在扎兰屯（公署旧址即今扎兰屯师范学校旧楼）。1946年4月3日在乌兰夫的主持下，在承德召开了四三会议。此后东蒙自治政府按照该会议精神，决定将所辖各省政府一律改称盟政府，纳文慕仁省政府于6月27日改称纳文慕仁盟政府，额尔登任盟长。1947年7月29日，根据纳文慕仁盟政府行政会议的决定，布特哈旗政府并入纳文慕仁盟政府合署办公，布特哈旗旗长由纳文慕仁盟盟长额尔登兼任。
1947年土地改革运动后，额尔登在内蒙古自治区参事室任职，任乌兰浩特市园艺研究所所长，并任内蒙古自治区政协委员，1966年去世。